# Красавино (Нигинское сельское поселение)
Красавино — деревня в Никольском районе Вологодской области.
Входит в состав Нигинского сельского поселения, с точки зрения административно-территориального деления — в Нигинский сельсовет.
Расстояние по автодороге до районного центра Никольска — 34 км, до центра муниципального образования Нигино — 16 км. Ближайшие населённые пункты — Елховка, Пятаков, Каменный.
По переписи 2002 года население — 61 человек (23 мужчины, 38 женщин). Всё население — русские.